# Arie Johannes Lamme

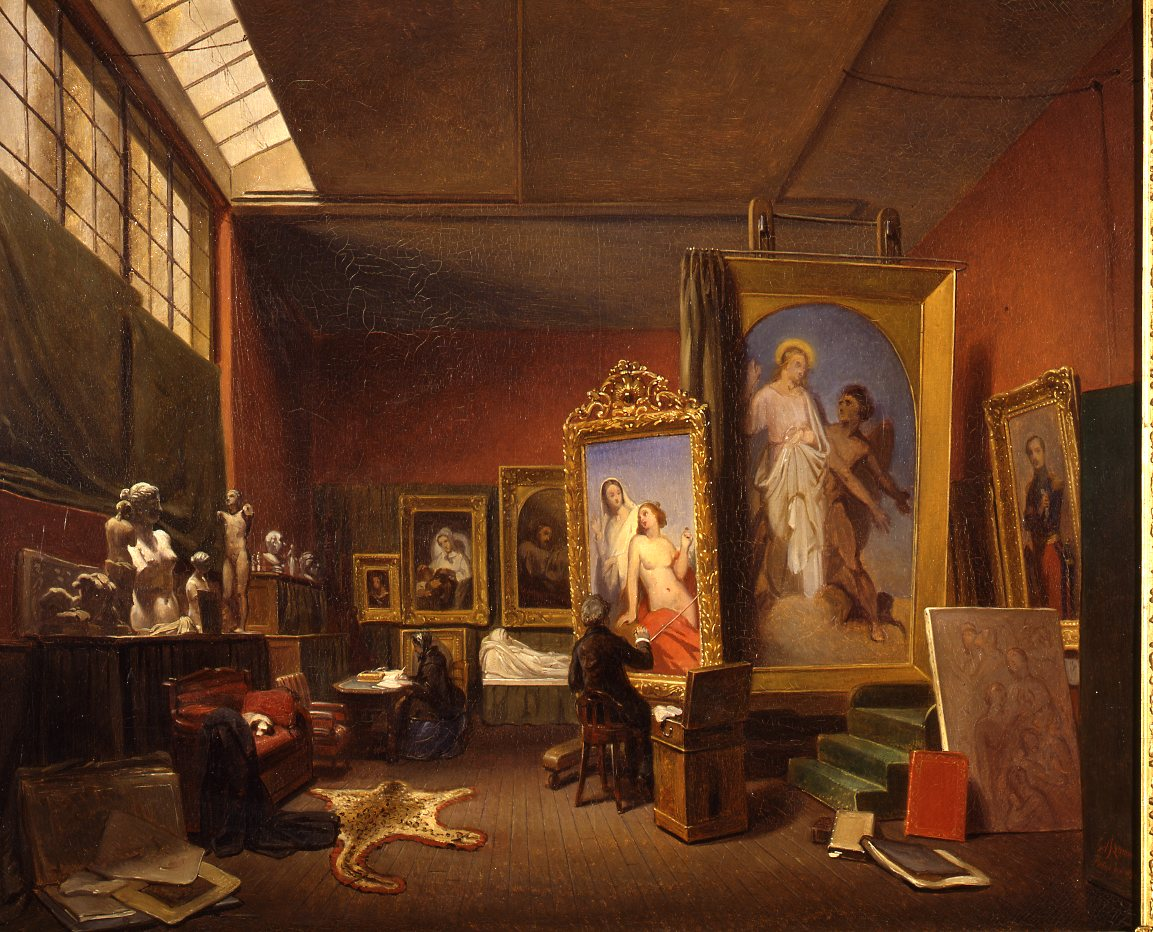
Das große Atelier

Arie Johannes Lamme (* 27. September 1812 in Dordrecht; † 25. Februar 1900 in Berg en Dal) war ein niederländischer Maler, Lithograf, Kunsthändler und Museumsdirektor.
Lamme war ein Sohn des Malers und Kunsthändlers Arnoldus Lamme (1771–1856) und Johanna Catharina André. Er heiratete Adriana van Gelderen im Jahre 1835.
Er war Schüler seines Vaters und später seiner Cousins Ary Scheffer und Henry Scheffer in Paris.
Er malte Genreszenen und insbesondere Themen aus der nationalen Geschichte. Er machte auch Radierungen und Lithographien. 1845 gewann er in Paris eine Goldmedaille für eines seiner Interieurs.
1849 wurde er der erste Direktor des Museums Boijmans Van Beuningen in Rotterdam. Er war an der Schaffung des Museums Fodor in Amsterdam beteiligt und wurde für seine Dienste zum Ehrenmitglied dieses Museums ernannt. 1863 wurde er von König Wilhelm III. zum Ritter des Ordens der Eichenkrone ernannt. Auf eigenen Wunsch wurde er 1870 ehrenhaft als Direktor des Boijmans-Museums entlassen und von seinem Sohn Dirk Arie Lamme abgelöst. In Anerkennung seiner Verdienste wurde ihm der Titel eines ehrenamtlichen Direktors verliehen.
1869 hatte Lamme das Gut Dalhof in Berg en Dal gekauft, wo er sich nach seiner Entlassung niederließ. Er starb dort 1900 im Alter von 87 Jahren.